# Barry (nome)
Barry  è un nome proprio di persona inglese e irlandese maschile.

## Varianti
- Maschili: Barrie[1][2], Berry[1]
  - Ipocoristici: Baz[2], Bazza[2]

## Origine e diffusione
Questo nome presenta una storia onomastica piuttosto complessa. Il suo uso è documentato inizialmente in Irlanda nel Settecento, come forma anglicizzata di Berach o Bearach, un nome portato dal capo dei druidi dell'Ulster nella mitologia irlandese, tratto dal gaelico biorach ("affilato", "tagliente") e interpretabile quindi come "simile a una lancia". Il nome può costituire una versione anglicizzata anche di Bairre, a sua volta una forma abbreviata di Fionnbharr o di Barrfhionn: entrambi questi nomi sono composti dai termini gaelici fionn ("bianco", "chiaro") e barr ("testa"), disposti in senso inverso l'uno rispetto all'altro, e il significato di entrambi può essere interpretato con "[dai] capelli bianchi".
Il nome appare anche al di fuori dell'Irlanda prima del XX secolo, ma in questi casi si tratta generalmente di una ripresa del cognome inglese Barry, che può avere numerose origini: può nascere come forma anglicizzata dei cognomi irlandesi Ó Beargha (a sua volta dal nome Bearach) e Ó Baire (da Bairre); oppure derivare dal francese antico barri ("bastione", "fortificazione", termine poi applicato ai villaggi che sorgevano sotto ai castelli); o ancora, in Scozia il cognome Barry è ripreso da un omonimo villaggio dell'Angus, mentre in Galles deriva in parte da ap Harry ("figlio di Harry"), e in parte dal nome dell'isola di Barry (che deriva dal gallese bar, "banco di sabbia")
In inglese moderno, il nome Barry può infine essere usato come ipocoristico di Barrington o di Bartholomew.

## Onomastico
Il nome è adespota, cioè non è portato da alcun santo; l'onomastico si può eventualmente festeggiare il giorno di Ognissanti, che è il 1º novembre.

## Persone

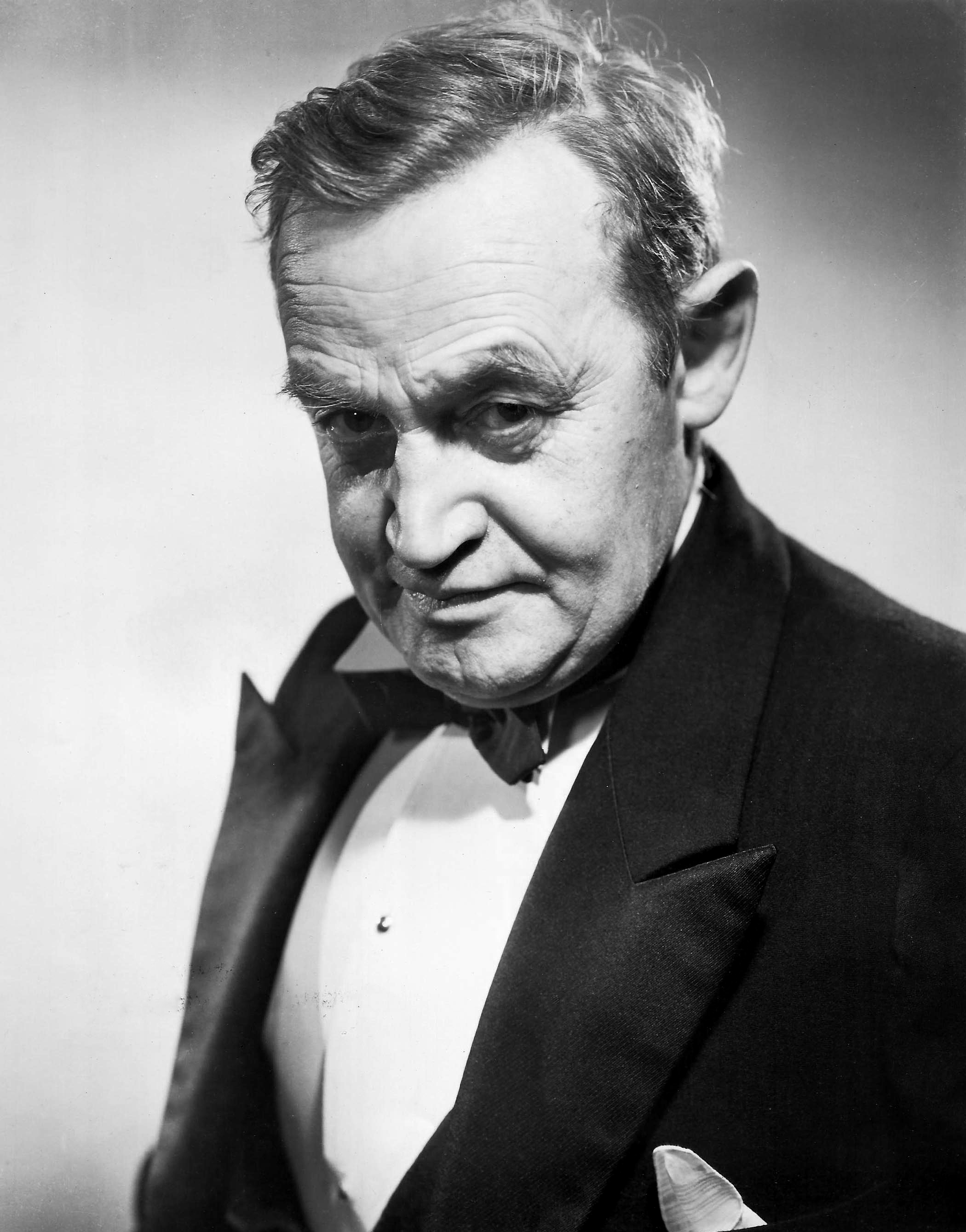
Barry Fitzgerald

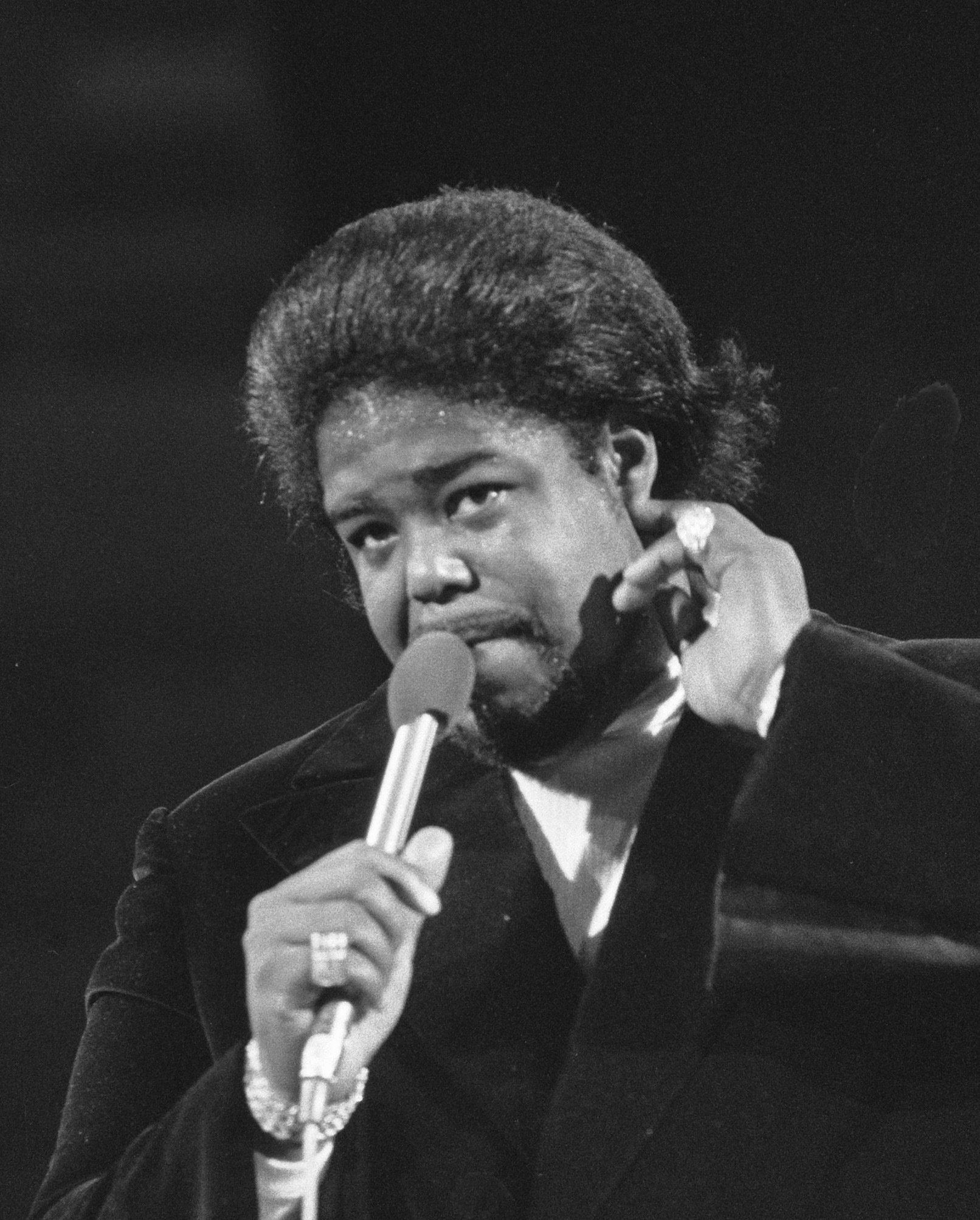
Barry White

- Barry Ackroyd, direttore della fotografia britannico
- Barry Bonds, giocatore di baseball statunitense
- Barry Bostwick, attore statunitense
- Barry Corbin, attore statunitense
- Barry Cunliffe, archeologo britannico
- Barry Ferguson, calciatore e allenatore di calcio scozzese
- Barry Fitzgerald, attore irlandese
- Barry Gibb, cantante, compositore, produttore discografico e musicista mannese
- Barry B. Longyear, scrittore, sceneggiatore e glottoteta statunitense
- Barry Manilow, cantante statunitense
- Barry Pepper, attore canadese
- Barry Ryan, cantante britannico
- Barry Sonnenfeld, regista, direttore della fotografia e produttore cinematografico statunitense
- Barry White, cantautore, polistrumentista, arrangiatore e produttore discografico statunitense

### Variante Barrie
- Barrie Ingham, attore inglese
- Barrie McKay, calciatore canadese naturalizzato scozzese
- Barrie M. Osborne, produttore cinematografico neozelandese

### Variante Berry
- Berry Gordy, produttore discografico e autore di canzoni statunitense
- Berry Johnston, giocatore di poker statunitense
- Berry Oakley, bassista e cantante statunitense
- Berry van Aerle, calciatore olandese

## Il nome nelle arti
- Barry è un personaggio della serie Pokémon.
- Barry lo Squartatore è un personaggio del manga ed anime Fullmetal Alchemist.
- Barry Allen è un personaggio dei fumetti DC Comics.
- Barry è un singolo dei Me First and the Gimme Gimmes tratto dall'album Have a Ball.
- Barry Goldberg è un personaggio della serie The Goldbergs.